# Злочик заїрський
Зло́чик заїрський (Turdoides rufocinctus) — вид горобцеподібних птахів родини Leiothrichidae. Мешкає в регіоні Африканських Великих озер.

## Поширення і екологія
Заїрські злочики мешкають на сході Демократичної Республіки Конго, на заході Руанди, на північному заході Бурунді та на південному заході Уганди. Вони живуть у вологих гірських тропічних лісах. Зустрічаються на висоті від 1500 до 3200 м над рівнем моря.

## Поведінка
Заїрські злочики живуть зграйками від 3 до 15 птахів. Живляться комахами, іноді дрібними плодами. Сезон розмноження триває в квітні-травні.

## Збереження
МСОП класифікує стен збереження цього виду як близький до загрозливого. Заїрський злочик є досить рідкісним видом птахів, якому загрожує знищення природного середовища.